# نیو اولرسفورد
latitudeنیو اولرسفوردlongitudeنیو اولرسفورد
نیو اولرسفورد (به انگلیسی: New Alresford) یک منطقهٔ مسکونی در انگلستان است که در جنوب شرقی انگلستان واقع شده‌است.

## خصوصیات
نیو اولرسفورد ۲۰٬۲۶۶ نفر جمعیت دارد.